# Mars Incorporated
Mars, Incorporated este o companie din Statele Unite ale Americii care produce dulciuri, în special ciocolată.
Cifra de afaceri în anul 2005 a fost de 18 miliarde $ și are 39.000 de angajați.
Compania are peste 100 de unități de producție în întreaga lume, 230 de locații în peste 65 de țări și aproximativ 40.000 de asociați care lucrează în întreaga lume.
Batoanele de ciocolată au o pondere de 42,2% în cadrul portofoliul global al Mars, în condițiile în care compania produce șapte dintre cel mai bine vândute 20 snacks-uri din lume.
Portofoliul companiei numără pe segmentul batoane de ciocolată branduri precum Mars, Snickers, Twix, Bounty, Milky Way, pe segmentul hranei pentru animale, mărcile Whiskas, Pedigree, Chappi și Kitekat, cât și sosurile Uncle Bens sau Dolmio.
În România, compania a înregistrat, în anul 2008, o cifră de afaceri de 50 milioane Euro, în creștere cu 25% față de 2007.

## Produse
- 3 Musketeerss
- Altoids
- Aquarium Pharmaceuticals
- Balisto
- Banfield
- Bounty
- Buckeye Nutrition
- Celebrations
- Cesar (mâncare pentru câini)
- CocoaVia
- Combos
- Dove
- Fling
- Flyte
- Galaxy
- Greenies
- Kudos
- Lockets
- M&M's
- Maltesers
- Snickers
- Mars
- Mars Delight
- Mars Planets
- M-Azing
- Medi-Cal
- Milky Way
- Minstrels
- Nutro
- Pedigree
- Pill Pockets
- Pregnancy Plus Male Edition
- Promite
- Revels
- Royal Canin
- Schmackos
- Seeds of Change
- Sheba
- Skittles
- Snickers
- Spillers
- Starburst
- Summit Candy Bar
- Teasers
- Techni-Cal
- Topic
- Tracker
- Tunes
- Twix
- Whiskas
- Winergy